# Žlunice
Žlunice település Csehországban, a Jičíni járásban. Žlunice Kněžice, Vinary, Slavhostice, Kozojedy, Sekeřice, Sběř és Chroustov településekkel határos. Lakosainak száma 235 fő (2024. január 1.).

## Népesség
A település lakosságának változását az alábbi diagram mutatja:
| Lakosok száma | 464  | 536  | 539  | 368  | 318  | 238  | 242  | 240  | 228  | 235  |
|               | 1869 | 1900 | 1921 | 1961 | 1980 | 2011 | 2016 | 2019 | 2021 | 2024 |